# إيفان بانوفيتش
إيفان بانوفيتش (بالكرواتية: Ivan Banović)‏ هو لاعب كرة قدم كرواتي في مركز حراسة المرمى، ولد في 9 فبراير 1984 في سبليت في كرواتيا. لعب مع نادي رادنيتشكي سبليت.

## وصلات خارجية
- إيفان بانوفيتش على موقع قاعدة بيانات كرة القدم.إي يو (الإنجليزية)
- إيفان بانوفيتش على موقع عالم كرة القدم.نت (الإنجليزية)